# Markéta
Ženské jméno Markéta (též Margareta) pochází z latinského margarita, z řeckého slova margarités, což znamená perla.

## Data jmenin
- Markéta – 13. července

## Pranostiky
- Svatá Markéta hodila srp do žita

## Statistické údaje
Následující tabulka uvádí četnost jména v ČR a pořadí mezi ženskými jmény ve srovnání dvou roků, pro které jsou dostupné údaje MV ČR – lze z ní tedy vysledovat trend v užívání tohoto jména:
| Rok       | Četnost     | Pořadí   |
| 1999      | 51048       | 33.      |
| 2002      | 52107       | 32.      |
| Porovnání | o 1059 více | o 1 lépe |
| 2009      | 57019       | 26.      |
| 2016      | 59734       | 50.      |

Změna procentního zastoupení tohoto jména mezi žijícími ženami v ČR (tj. procentní změna se započítáním celkového úbytku žen v ČR za sledované tři roky) je +2,9 %, což svědčí o poměrně strmém nárůstu obliby tohoto jména.

## Hypokoristika
- Markétka, Markyt(ka)[zdroj?], Margo[zdroj?], Markét, Marky, Marki, Maki, Marke

## Jméno Markéta v jiných jazycích
- Čeština – Markyta
- Angličtina – Margaret, Margery, Marjorie, Meggie, Margo(t), Maggie, Margaretta
- Arménština – Margarid
- Bulharština – Margarita
- Dánština – Mette, Margrethe, Margit
- Esperanto – Margareta
- Estonština – Margit
- Finština – Marketta, Margareta
- Francouzština – Marguerite, Margaux
- Galicijština – Margarida
- Hebrejština – Margalit
- Horní lužičtina – Marhata
- Irština – Mairéad
- Islandština – Margrét
- Italština – Margherita
- Katalánština – Margalida
- Latina – Margherita
- Litevština – Margarita
- Lotyština – Margarita, Marita
- Maďarština – Margit, Margita, Margaréta
- Němčina – Margarete, Margaretha, Margret, Grete, Gretel, Gretchen
- Nizozemština – Margarete, Margareta, Margaretha
- Norština – Grete, Margrete, Margit, Marit, Merete, Mette
- Polština – Małgorzata, Margita
- Portugalština – Margarida
- Řečtina - Margarita, Margaritis
- Rumunština - Margareta
- Ruština – Маргарита
- Skotština – Maighread
- Slovenština – Margaréta
- Slovinština – Margareta, Marjeta
- Španělština – Margarita
- Švédština – Margarete, Margareta, Margaretha, Margit

## Známé nositelky

### Svaté a blahoslavené
- sv. Markéta Antiochijská († 304)
- sv. Markéta Skotská (1046-1093)
- sv. Markéta Uherská (1242-1270/1271)
- sv. Markéta Marie Alacoque (1647-1690)
- sv. Markéta Kortonská

### Vladařky a šlechtičny
- Markéta I. Dánská (1353-1412) – norská královna a regentka ve Švédsku a Dánsku
- Markéta II. (* 1940) – dánská královna
- Markéta Anglická (1240–1275) – skotská královna
- Markéta z Anjou (1430-1482) – anglická královna
- Markéta Babenberská (1204/1205–1266) – německá a česká královna, rakouská a štýrská vévodkyně
- Markéta Bourbonská (1438-1483) – vévodkyně savojská
- Markéta Braniborská (1270–1315) – polská královna a saská vévodkyně
- Markéta Eriksdotter Leijonhufvud – švédská královna
- Markéta Falcká (1376-1434) – dcera Ruprechta III. Falckého
- Markéta Francouzská (1523) (také z Valois; 1523-1574) – francouzská princezna a vévodkyně z Berry
- Markéta Habsburská/Španělská (1651–1673) – císařovna římská
- Markéta Lotrinská (1615-1672) – vévodkyně orleánská
- Markéta Lucemburská (1335–1349) – uherská královna (1342-1349), dcera Karla IV.
- Markéta Navarrská – více osob, rozcestník
- Markéta Palaiologa (1510-1566) – markýza z Montferratu, vévodkyně z Mantovy
- Markéta Provensálská (1221-1295) – francouzská královna
- Markéta Přemyslovna (1186?–1213) – česká princezna a dánská královna Dagmar
- Markéta Pyskatá (1318–1369) – dcera Jindřicha Korutanského, poslední tyrolská hraběnka
- Markéta Saská (1449–1501) – saská princezna
- Markéta Savojská (1439) (1439-1483) – markraběnka z Monferratu
- Markéta Skotská (1261–1283) – skotská princezna

### Ostatní
- Markéta Dobiášová – česká novinářka a investigativní reportérka České televize
- Markéta Fialová – česká moderátorka, redaktorka, novinářka
- Markéta Fišerová – bývalá česká herečka, manželka Marka Ebena
- Markéta Frösslová – česká herečka
- Markéta Hrubešová – česká herečka
- Markéta Irglová – česká zpěvačka, herečka a hudební skladatelka
- Markéta Juřicová – česká politička, spolupředsedkyně strany Levice
- Markéta Konvičková – česká zpěvačka
- Markéta Křížová – česká historička a etnoložka
- Markéta Pekarová Adamová – česká politička, předsedkyně Poslanecké sněmovny (2021–2025) a strany TOP 09
- Markéta Plánková – česká herečka, zpěvačka a moderátorka
- Markéta Sedláčková – česká muzikálová herečka
- Markéta Stehlíková – česká filmová a divadelní herečka
- Markéta Zinnerová – česká prozaička a scenáristka
- Margarita Karapanou – řecký romanopisec
- Margarita Volkovinskaja – rodné jméno uzbecké herečky Rity Volk
- Margarita Levieva – rusko-americká herečka
- Margarita López – newyorská politička
- Margarite Miniati – řecká sochařka a spisovatelka
- Margarita Michailidou – řecká atletka taekwonda
- Margarita Plevritou – řecká hráčka vodního póla

## Jiné Markéty
- Markéta (stadion) nebo Na Markétě – známý pražský plochodrážní stadion,[1] označení různých dalších objektů v okolí (podle břevnovské baziliky sv. Markéty)
- Markéta (rybník) – vodní nádrž na Rokytce jihovýchodně od Prahy
- Ostrov Markéta – přírodní památka v okrese Tábor v Táborské pahorkatině u Plané nad Lužnicí
- Markétin ostrov – ostrov na Dunaji v Budapešti
- Marketa Lazarová – český film režiséra Františka Vláčila s Magdou Vášáryovou v hlavní roli z roku 1967 natočený na motivy stejnojmenné knihy Vladislava Vančury
- Markétka (píseň) – píseň Marie Rottrové
- kostel svaté Markéty